# Mondaino

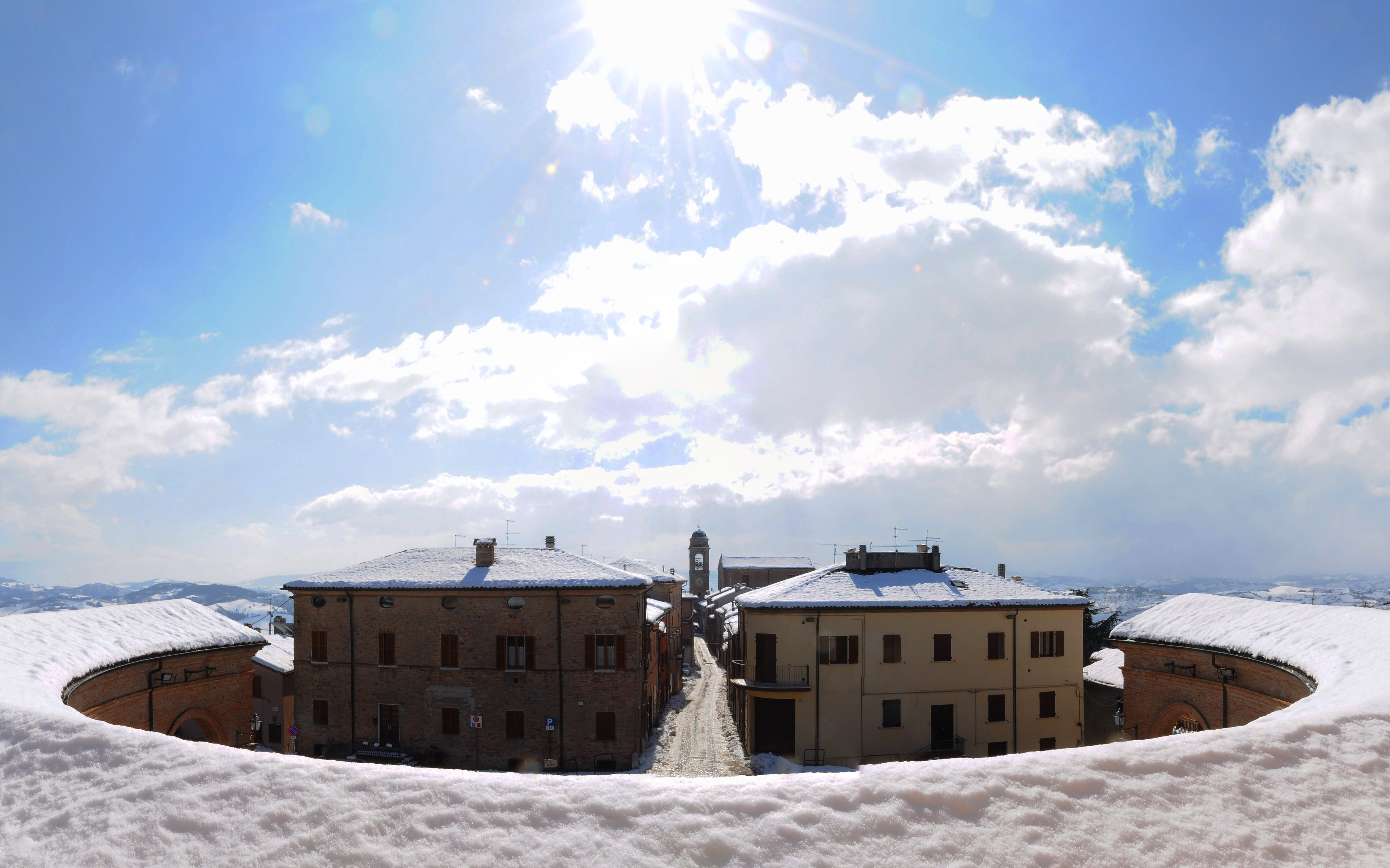
Mondaino dalla Rocca

Mondaino (Mundaìn in romagnolo) è un comune italiano di 1 345 abitanti della provincia di Rimini in Emilia-Romagna, situato a sud del capoluogo.

## Geografia fisica
L'abitato è sito su un crinale, in una posizione di confine tra la valle del fiume Foglia e la Valconca.

Distante, in linea d'aria, 13 chilometri dalla costa del mare Adriatico, è situato 32 chilometri a sud di Rimini e 23 a nord di Urbino.

## Storia
Alla fine del Novecento sono stati rinvenuti reperti risalenti al neolitico e all'età del bronzo. .
In epoca romana si ipotizza la presenza di un Vicus Dianensis, ovvero di un tempio dedicato alla dea della caccia Diana, posto nelle vicinanze di questo, che con ogni probabilità, doveva essere un luogo ricco di selvaggina e soprattutto di daini. 
Sull'origine del toponimo l'ipotesi filologicamente più credibile rimanda al toponimo gotico Mundawins, derivante da Mund che significa luogo fortificato, ipotesi avvalorata anche dalla carta topografica disegnata da Leonardo da Vinci, nella quale è indicato col nome di Monda.
Il paese fu soprattutto un avamposto militare atto alla difesa delle zone di confine, come la vicina Montegridolfo, tanto che Mondaino passò di mano fra il comune di Rimini e il ducato di Urbino. Acquistò importanza militare e civile con l'avvento dei Malatesta, signori riminesi che dominarono la Romagna meridionale e parte delle Marche fra il 1300 e il 1600, che ampliarono il castello e le sue fortificazioni. Le mura esterne prendono l'aspetto attuale nel XVI secolo, con la costruzione dell'odierno muraglione a scarpa, più adatto a reggere i colpi delle artiglierie rispetto alle precedenti mura verticali.
Mondaino fu inoltre il luogo privilegiato, da parte delle due signorìe in lotta, perché considerato il più adatto per la firma dei trattati di pace. Due patti sono passati alla storia: quello siglato nel 1393 fra Carlo Malatesta e Antonio II da Montefeltro e quello del 1459 fra Sigismondo Pandolfo Malatesta e Federico da Montefeltro, all'epoca Conte di Urbino, violato però dopo pochi mesi. In seguito alla sconfitta dei riminesi sul Cesano, nel 1463 il Conte conquistò il castello, rimasto quasi indifeso.
Per un certo periodo, Mondaino fu governato dai Comneni. Poi, nel 1516, il governatore mantovano Giovanni Muzzarelli, nobile vicino ai Gonzaga, amico del Cardinal Bembo e astro nascente della letteratura dell'epoca, scompare in circostanze misteriose, probabilmente assassinato da quelli di Mondaino.

### Simboli
Lo stemma e il gonfalone sono stati concessi con DPR del 22 maggio 1973.
Il gonfalone è un drappo  troncato di giallo e di azzurro.

## Monumenti e luoghi d'interesse

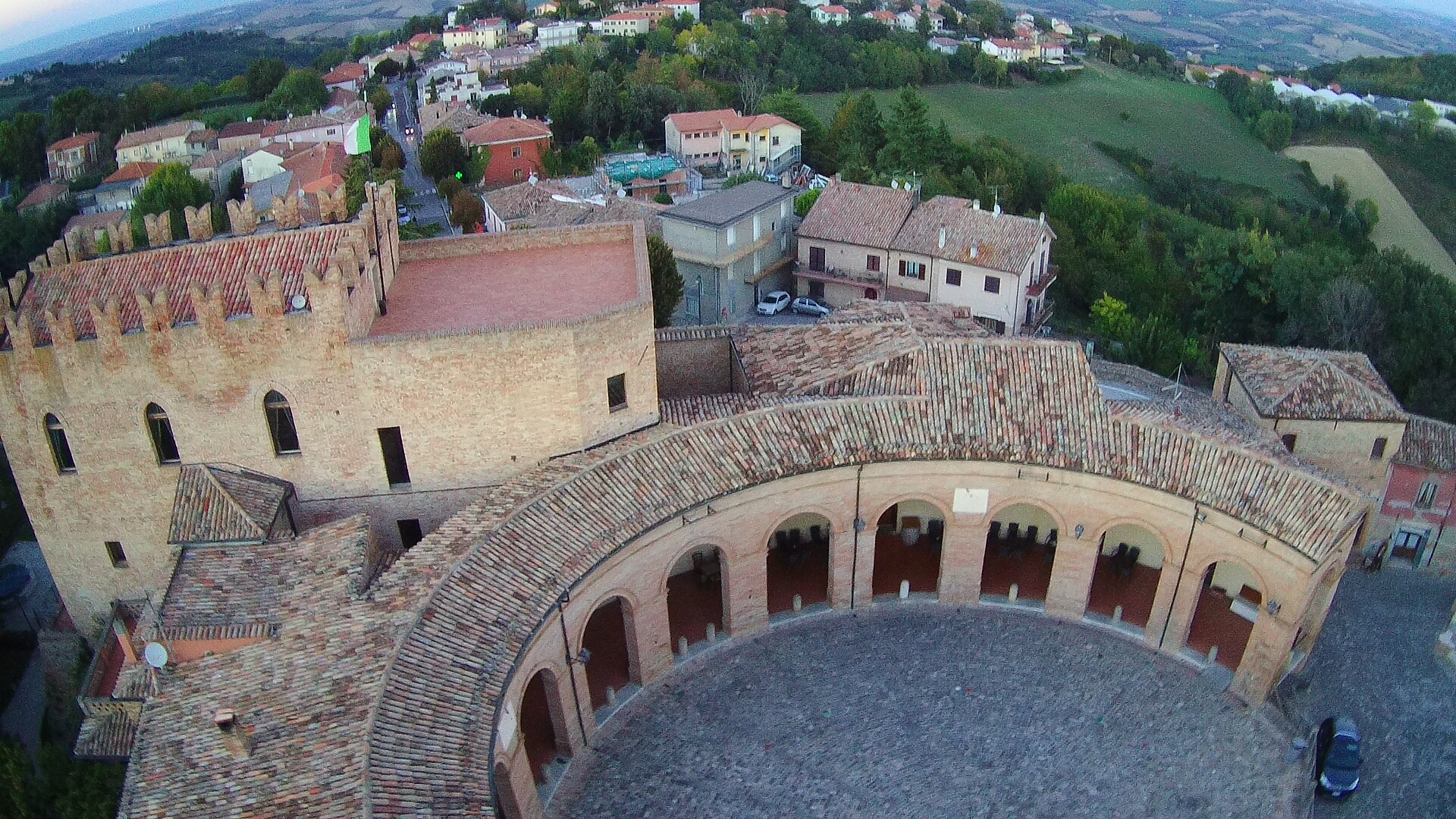
La Rocca vista dall'alto

### Architetture civili

#### Piazza Maggiore
Assai caratteristica, prende il suo aspetto attuale di forma circolare nel 1818 o nel 1820, contestualmente alla costruzione del loggiato a crescente, adiacente alla rocca.
L'opera va probabilmente attribuita al giovane Ruffillo Righini, architetto di Forlimpopoli e Accademico Clementino, che già aveva realizzato un porticato con archi e nello stesso periodo segue lavori di restauri al Cimitero Monumentale di Forlì..
Gli abitanti chiamano affettuosamente Piazza Maggiore "la padella", a sottolineare la sua forma circolare, della quale via Roma costituisce il manico.

### Architetture militari

#### Rocca malatestiana

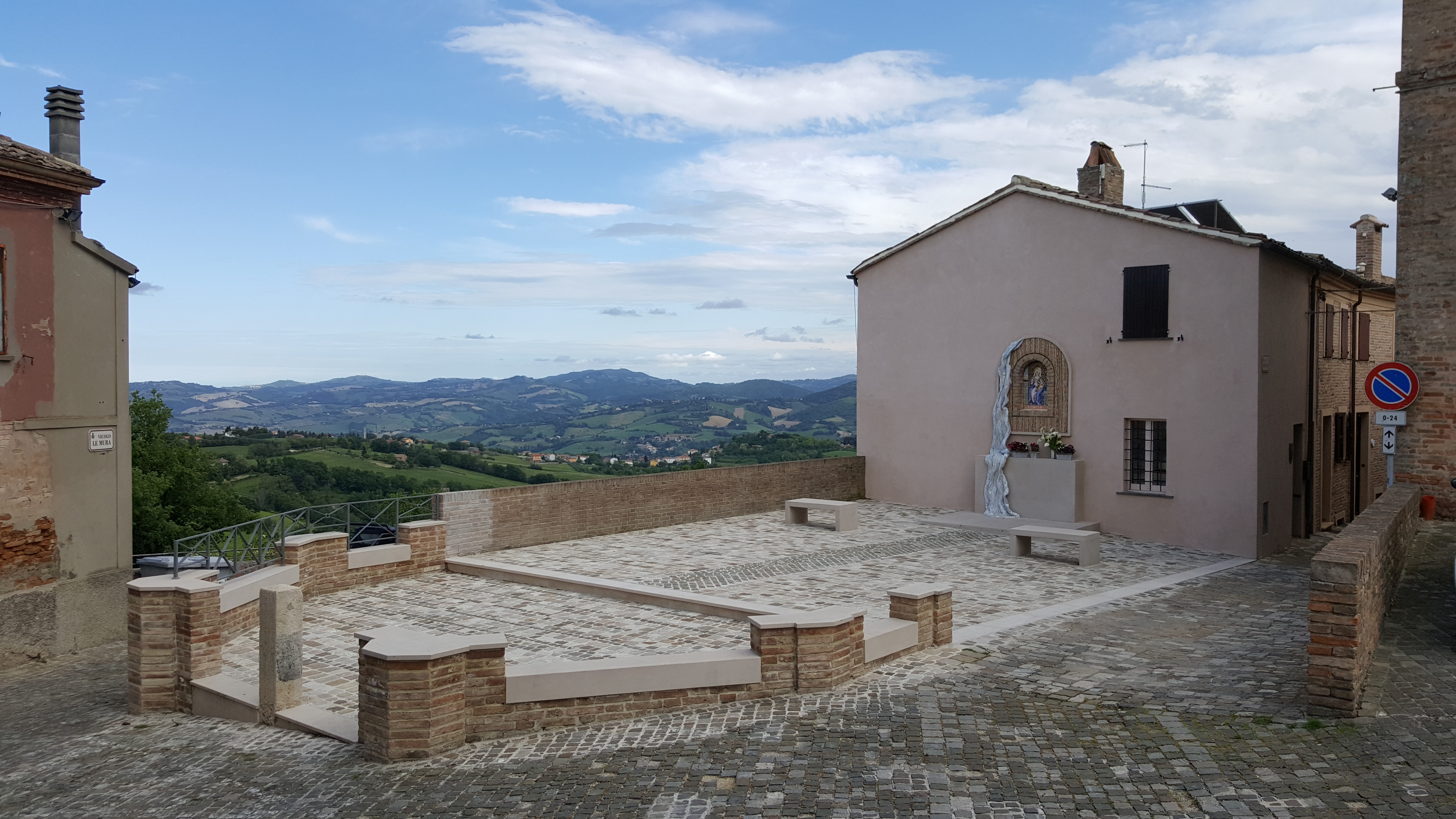
Il panorama dalla piazza delle Grazie

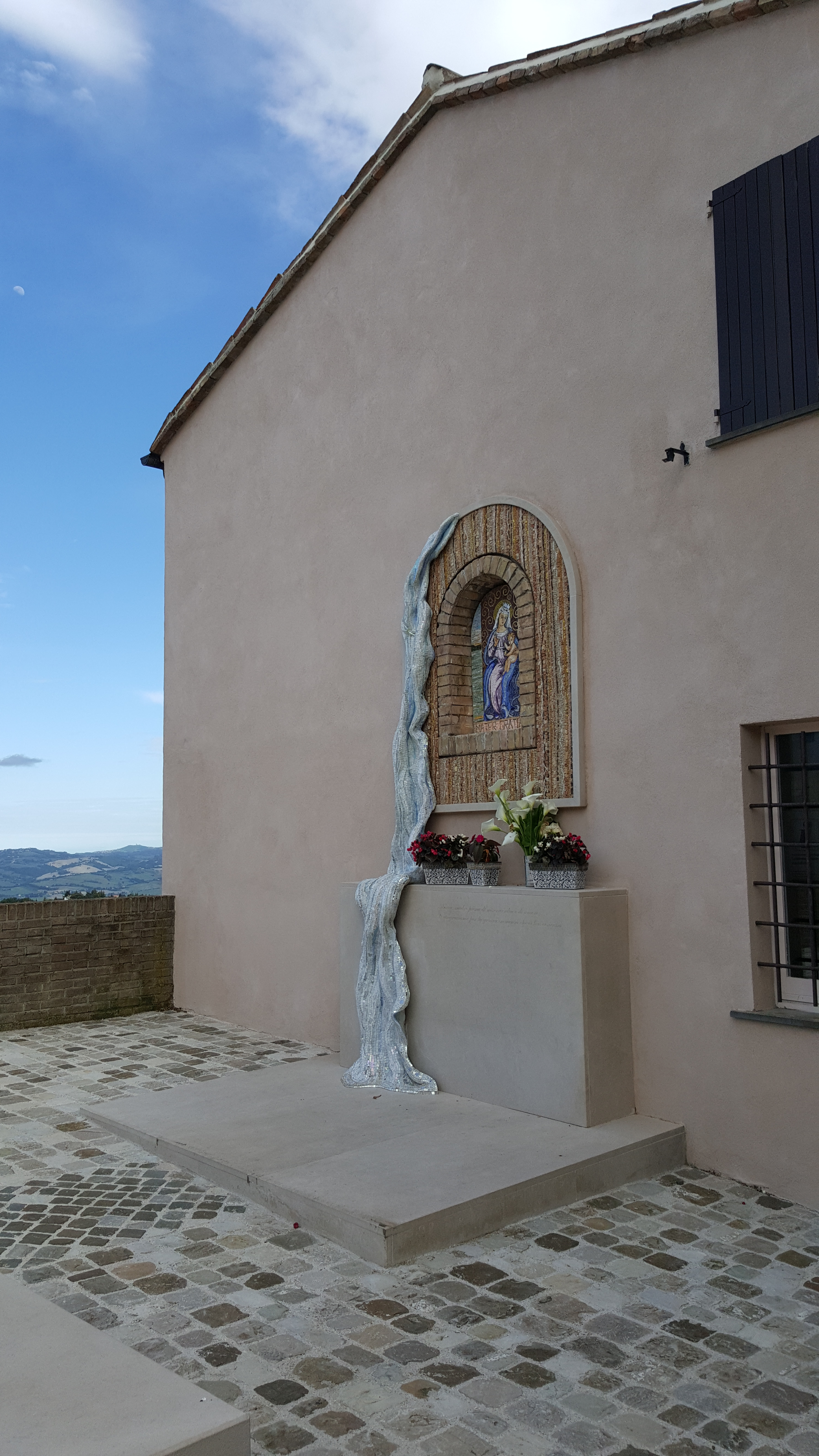
L'altare nella piazza delle Grazie

Della fine dei secoli XIII-XV secolo, è stata potenziata nel corso del tempo tanto che Sigismondo Malatesta la dotò di una elegante merlatura ghibellina e la fece il centro e baluardo della cinta muraria che contava ben 13 torrioni.
La struttura della rocca è semplice ma efficace tanto che Mondaino fu definito da Federico da Montefeltro "Luogo forte et importante, che a nessun patto può essere conquistato".
Nel suo punto più alto, da una terrazza si domina tutta la Romagna, il litorale pesarese e il Montefeltro; nel suo punto più basso si sviluppano serie di passaggi e condotti utilizzati a scopo militare.
Alla Rocca è legata anche la figura del poeta mantovano Giovanni Muzzarelli, protetto del Bembo e governatore della rocca dal 1509 al 1514 e sparito in circostanze misteriose.
La Rocca fa da sfondo a tutte le manifestazioni che si svolgono in paese fra cui il "Palio de lo Daino" che rievoca la pace firmata da Sigismondo Malatesta e Federico da Montefeltro nel 1459.
Attualmente la rocca è sede del municipio e dei Musei di Mondaino.

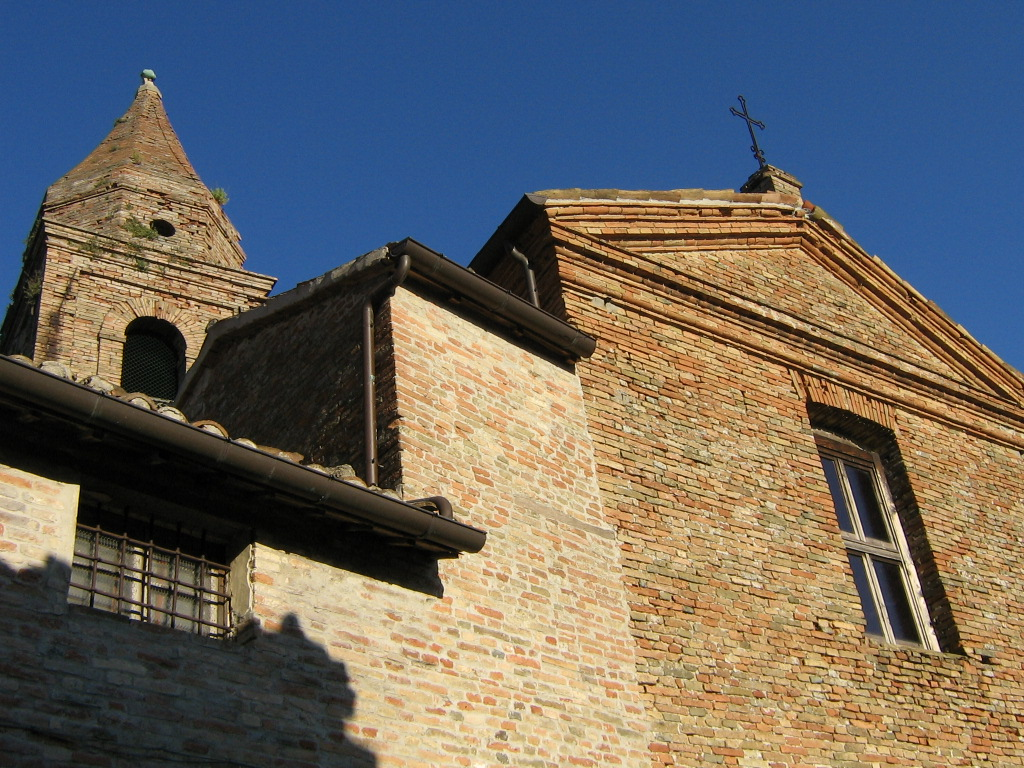
Chiesa del convento delle Clarisse

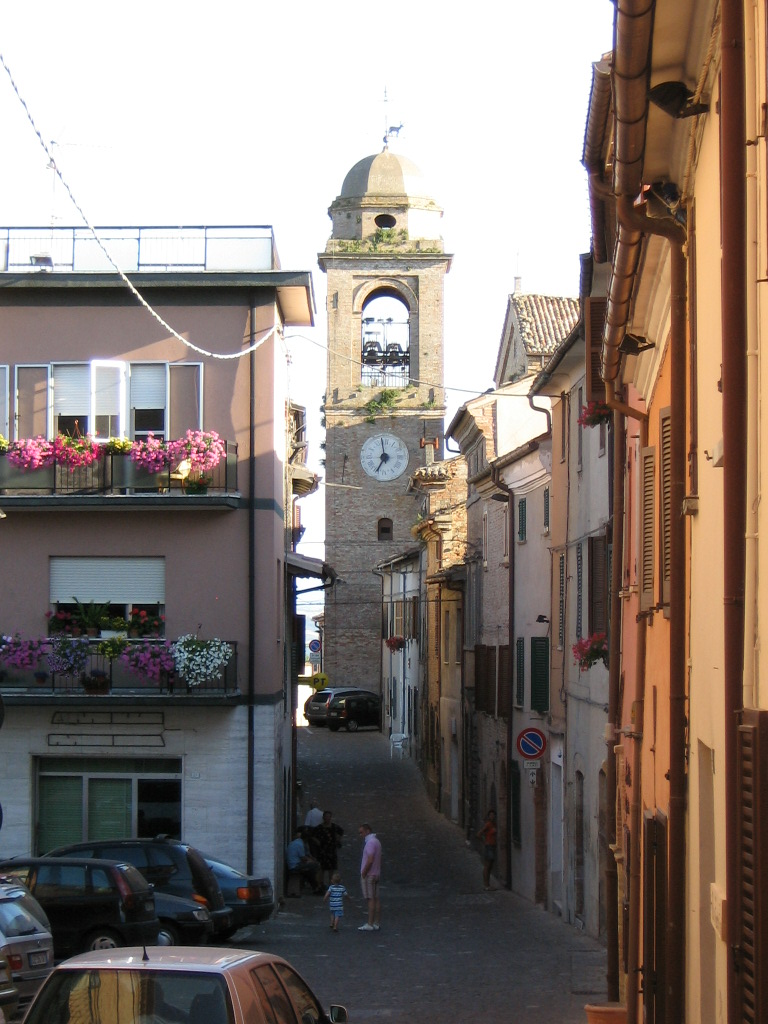
Campanile di San Michele Arcangelo

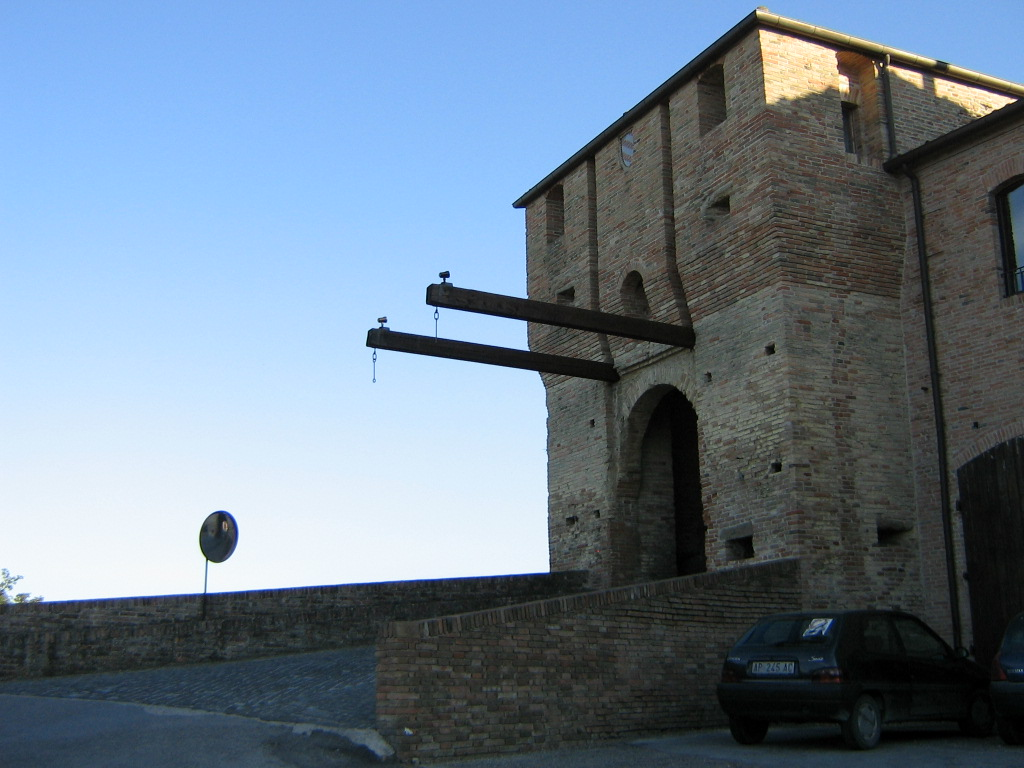
+Porta Marina

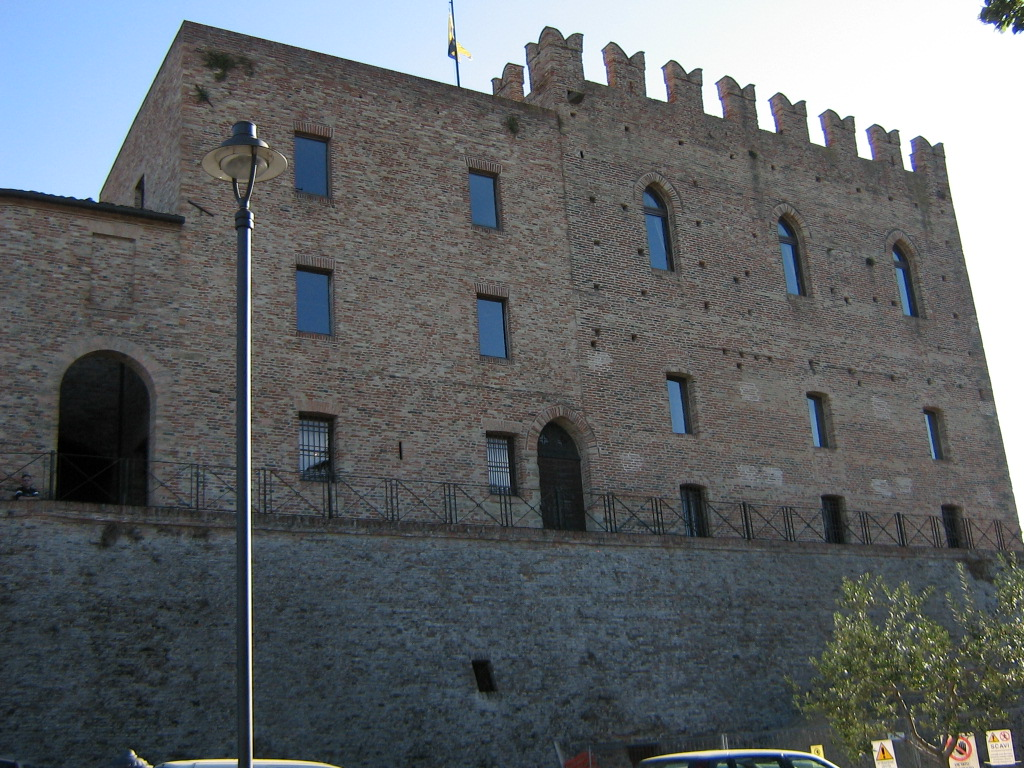
Castello malatestiano

### Architetture religiose

#### Conventi
Il convento di San Francesco risale al XII secolo e si trova poco fuori dal centro in direzione Belvedere, su un'altura detta Monte Formosino. Qui prese i voti Giovanni Vincenzo Antonio Ganganelli, col nome di frate Lorenzo da Montegridolfo, divenuto poi papa Clemente XIV. Durante le campagne napoleoniche, il convento viene chiuso, subendo ingenti danni dovuti probabilmente all'incuria. In seguito viene restaurato e trasformato in abitazioni per i contadini del luogo, fino al 1969, quando diventa di proprietà privata.
Il convento di San Bernardino e Santa Chiara si trova nel centro storico e si può scorgere anche grazie alla caratteristica chiesa che si affaccia sulla strada principale. Dotato di numerosi edifici e un bel giardino all'interno è visitabile solo durante il Palio del Daino. Il convento ospitò la Beata Elisabetta Renzi, fondatrice delle Maestre pie dell'Addolorata.
Tuttora (2007) necessita di un restauro importante.

#### Chiesa di San Michele Arcangelo
La chiesa di S. Michele Arcangelo è la più importante del paese, è stata costruita nel settecento ampliando e modificando la precedente pieve dell'Angelo, della quale si può ancora vedere tracce dell'impianto originale all'interno di una cappella laterale. Ospita alcune tele interessanti di scuola marchigiana risalenti al XV e XVI secolo.

## Società

### Evoluzione demografica
Abitanti censiti

### Etnie e minoranze straniere
Secondo i dati ISTAT al 31 dicembre 2009 la popolazione straniera residente era di 115 persone. Le nazionalità maggiormente rappresentate in base alla loro percentuale sul totale della popolazione residente erano:
- Romania 35 2,41%
- Marocco 22 1,52%

### Lingue e dialetti
Sebbene storicamente e linguisticamente appartenga alla Romagna, l'inflessione del dialetto di Mondaino risente della parlata delle vicine Marche. 

## Cultura

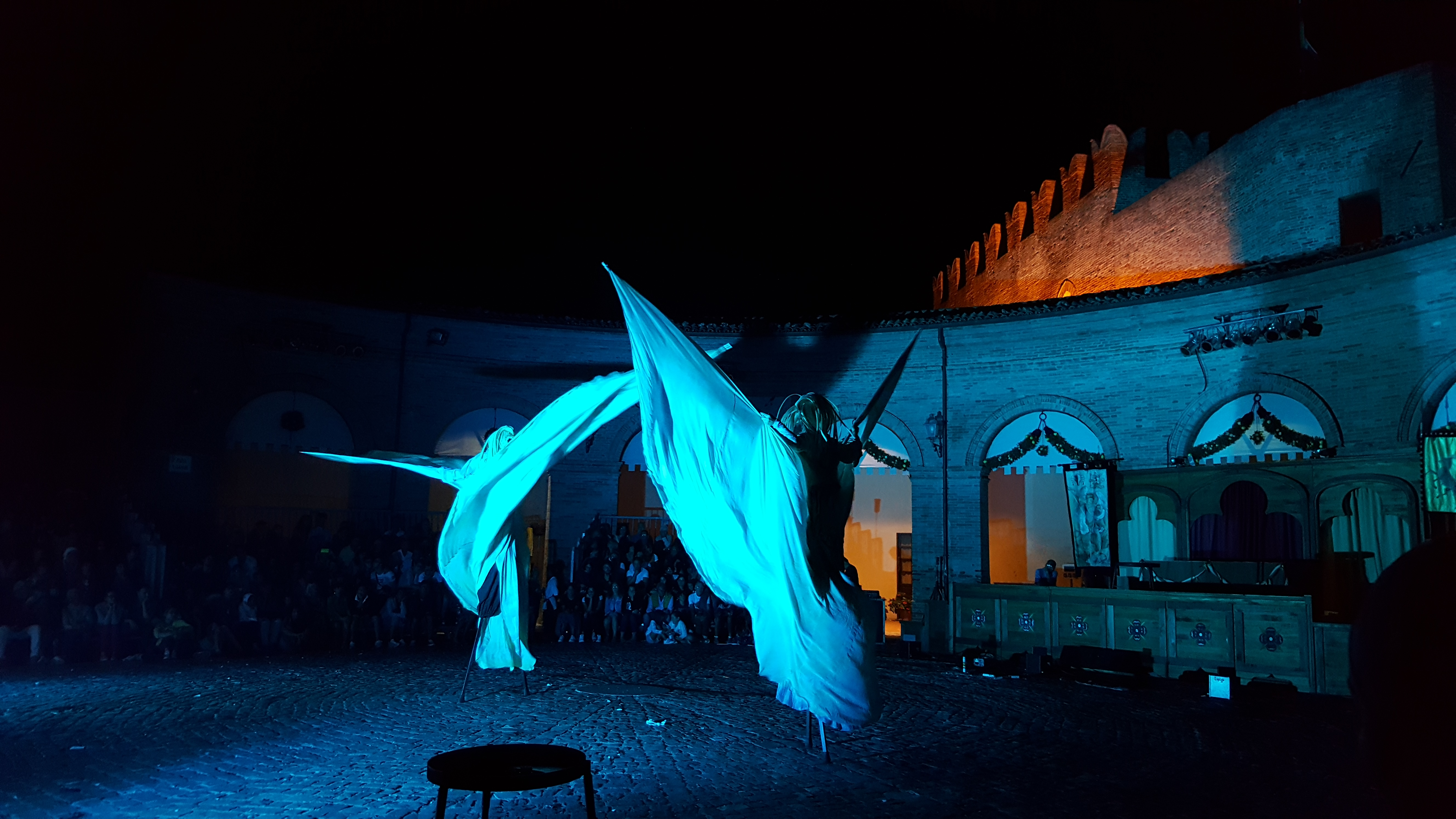
Uno spettacolo al Palio de lo Daino (2016)

### Musei
- Il Museo paleontologico è ospitato nelle sale della rocca. Si possono ammirare reperti fossili trovati a Mondaino e nel territorio circostante, risalenti al Miocene Superiore. Si tratta di pesci caratteristici di un fondale a circa 100 metri di profondità, tra i quali si trovano numerosi esemplari di sugarello (Tracurus Tracurus), sardine, antenati degli odierni barracuda (barracaudina), pesci lanterna;
- La Mostra permanente delle maioliche si trova in via Secondaria Levante e contiene una collezione delle maioliche pregiate, che venivano prodotte a Mondaino dal XVI fino al XVIII secolo. Da notare la presenza di semilavorati, a prova che i forni fossero situati all'interno della cerchia di mura. Di tale produzione si era completamente persa la memoria, fino al 1998, quando fu rinvenuto un documento riportante che le vecchie torri semicircolari erano usate per buttare gli scarti di produzione;
- La Mostra della Torre Portaia, situata all'interno di Porta Marina, ricostruisce quello che poteva essere un posto di guardia della metà del XV secolo;
- L'Arboreto di Mondaino è un giardino botanico sito in località Bordoni. Aperto nel 1990, si estende su 9 ettari di terreno.

### Eventi e ricorrenze
- «Palio de lo Daino»[10] si svolge ogni anno dopo Ferragosto e dura quattro giorni. La manifestazione vede il contendersi del palio fra le contrade di Mondaino: Borgo, Castello, Contado e Montebello. In Piazza Maggiore si sfidano con battaglie in costume e sfilate. La prima edizione si è tenuta nel 1988.
- Latinus Ludus[11] è un concorso di traduzione latina per studenti dedicato al precettore del giovane Giacomo Leopardi, il mondainese Don Sebastiano Sanchini. Si tiene annualmente dal 1989.
- «Fossa, Tartufo e Cerere»: mercato di prodotti tipici di Mondaino e dintorni. È durante questo periodo che si sfossa il pecorino.

## Geografia antropica

### Frazioni
Sette sono le frazioni di Mondaino: Laureto, Montespino, Pieggia, San Teodoro, Montepetrino, Ca' Battistoni, Rio Salso (quest'ultima è in parte sotto il Comune di Tavullia, in Provincia di Pesaro Urbino).

## Economia
Mondaino è divenuto famoso per la produzione di fisarmoniche (fino agli anni 1870) e di strumenti elettronici (che continua tuttora). Lo stabilimento Galanti del 1932 è oggi un interessante esempio di archeologia industriale.
Mondaino è uno dei centri di produzione del formaggio di fossa DOP.

## Amministrazione
Di seguito è presentata una tabella relativa alle amministrazioni che si sono succedute in questo comune.
| Periodo        | Periodo        | Primo cittadino        | Partito                            | Carica  | Note   |
| -------------- | -------------- | ---------------------- | ---------------------------------- | ------- | ------ |
| 5 giugno 1985  | 24 maggio 1990 | Giorgio De Carolis     | Partito Socialista Italiano        | Sindaco | [ 16 ] |
| 24 maggio 1990 | 24 aprile 1995 | Rosanna Mastrogiuseppe | -                                  | Sindaco | [ 16 ] |
| 24 aprile 1995 | 14 giugno 1999 | Rosanna Mastrogiuseppe | lista civica                       | Sindaco | [ 16 ] |
| 14 giugno 1999 | 14 giugno 2004 | Luigino Casadei        | lista civica                       | Sindaco | [ 16 ] |
| 14 giugno 2004 | 8 giugno 2009  | Luigino Casadei        | lista civica                       | Sindaco | [ 16 ] |
| 8 giugno 2009  | 25 maggio 2014 | Fabio Forlani          | lista civica                       | Sindaco | [ 16 ] |
| 26 maggio 2014 | 12 giugno 2019 | Matteo Gnaccolini      | lista civica: Noi per Mondaino     | Sindaco | [ 16 ] |
| 13 giugno 2019 | 9 giugno 2024  | Massimo Giorgi         | lista civica: Vivi Mondaino        | Sindaco | [ 16 ] |
| 10 giugno 2024 | "in carica"    | Luisella Mele          | lista civica: Insieme per Mondaino | Sindaco | [ 16 ] |

## Sport

### Calcio
La squadra di calcio del paese è l'A.S.D Mondaino, che milita in Prima Categoria.